# ビクトル・ロドリゲス
ビクトル・ロドリゲス・ロメロ（Víctor Rodríguez Romero、1989年7月23日 - ）は、スペイン・バルバラー・ダル・バリェース出身の元サッカー選手。現役時代のポジションはフォワード。

## クラブ経歴
カタルーニャ州のバルバラー・ダル・バリェースに生まれ、1998年にジョルディ・アルバらとともにFCバルセロナのカンテラへ加入した。ラ・マシアで4年間を過ごした後、メルカンティルを経て2005年にCFバダロナに移った。
バダロナでプロデビューを果たした後、2012年に当時ラ・リーガに在籍していたレアル・サラゴサへと加入し、同年にプリメーラデビューを飾った。
2014年8月7日、エルチェCFと3年契約を交わした。自身はレギュラーとして活躍したものの、クラブはセグンダ・ディビシオンに降格した。翌シーズン以降もプリメーラの舞台でプレーを希望したロドリゲスは、2015-16シーズンはヘタフェCFに、2016-17シーズンはスポルティング・デ・ヒホンに期限付き移籍をした。
2017年8月2日、MLSのシアトル・サウンダーズFCにフリーで加入した。2019シーズンのMLSカップ決勝ではチームの3点目を決め、その試合のMVPに選出された。
2020年1月30日、母国スペインに復帰し、古巣エルチェに加入した。
2022年7月、オディシャFCに移籍した。
2023年7月20日、FCゴアに移籍した。
2024年8月21日、現役引退を表明した。